# ヘンリー・ノリス・ラッセル講師職

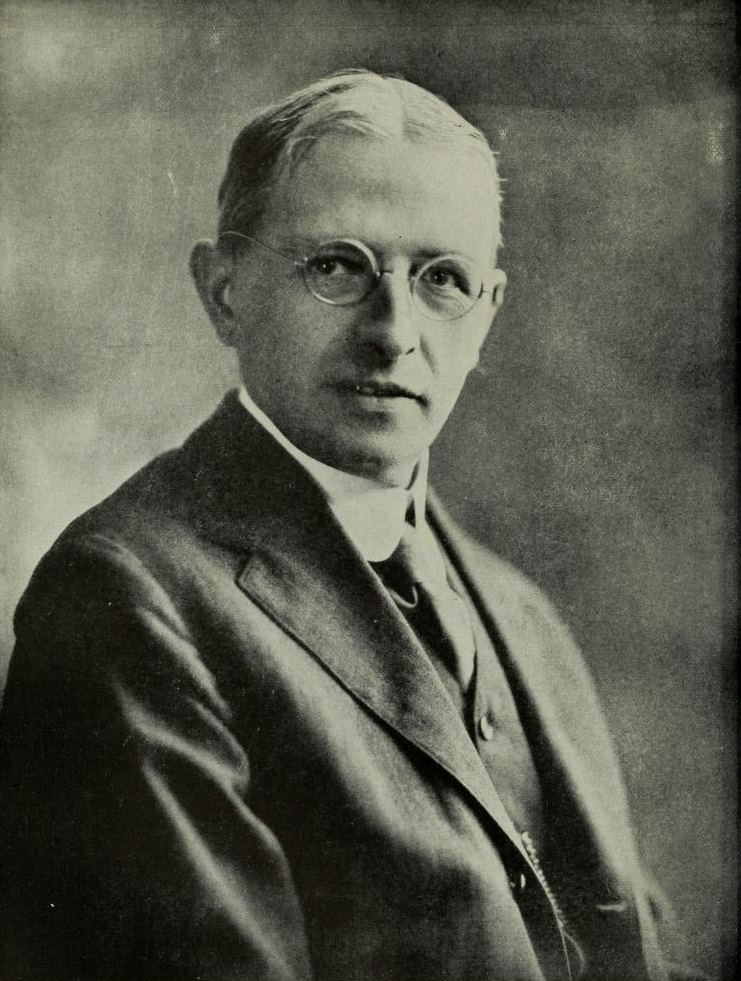
ヘンリー・ノリス・ラッセル

ヘンリー・ノリス・ラッセル講師職（-こうししょく、英: Henry Norris Russell Lectureship）は、アメリカ天文学会による天文学賞。毎年受賞者が選ばれる。日本語表記の際、ヘンリー・ノリス・ラッセル講座基金（-こうざききん）と訳されることもある。天文学者のヘンリー・ノリス・ラッセルの名を冠している。

## 受賞者
このリストはアメリカ天文学会のウェブサイトを引用して作られた
- 1946年 ヘンリー・ノリス・ラッセル
- 1947年 ウォルター・シドニー・アダムズ
- 1948年 受賞者なし
- 1949年 スブラマニアン・チャンドラセカール
- 1950年 ハーロー・シャプレー
- 1951年 ヤン・オールト
- 1952年 受賞者なし
- 1953年 エンリコ・フェルミ
- 1953年 ライマン・スピッツァー
- 1954年 受賞者なし
- 1955年 ポール・メリル
- 1956年 ジョエル・ステビンス
- 1957年 オットー・シュトルーベ
- 1958年 ウォルター・バーデ
- 1959年 ジェラルド・カイパー
- 1960年 マーティン・シュヴァルツシルト
- 1961年 ウィリアム・ウィルソン・モーガン
- 1962年 グロート・レーバー
- 1963年 ウィリアム・ファウラー
- 1964年 アイラ・ボーエン
- 1965年 ベンクト・ストレームグレン
- 1966年 Richard Tousey
- 1967年 オットー・ノイゲバウアー
- 1968年 ジョン・ボルトン
- 1969年 ユージン・ニューマン・パーカー
- 1970年 ジェシー・グリーンスタイン
- 1971年 フレッド・ホイル
- 1972年 アラン・サンデージ
- 1973年 Leo Goldberg
- 1974年 エドウィン・サルピーター
- 1975年 ジョージ・ハービッグ
- 1976年 セシリア・ペイン＝ガポーシュキン
- 1977年 Olin C. Wilson
- 1978年 マーテン・シュミット
- 1979年 ピーター・ゴールドレイク
- 1980年 エレミア・オストライカー
- 1981年 リカルド・ジャコーニ
- 1982年 バルト・ボーク
- 1983年 ハーバート・フリードマン
- 1984年 マーガレット・バービッジ
- 1985年 オリン・エッゲン
- 1986年 アルバート・ホィットフォード
- 1987年 フレッド・ホイップル
- 1988年 Gerard de Vaucouleurs
- 1989年 Icko Iben, Jr.
- 1990年 Sidney van den Bergh
- 1991年 ドナルド・オスターブロック
- 1992年 Lawrence Aller
- 1993年 ジェームズ・ピーブルス
- 1994年 ヴェラ・ルービン
- 1995年 ロバート・クラフト
- 1996年 ゲリー・ノイゲバウアー
- 1997年 アルステア・キャメロン
- 1998年 チャールズ・タウンズ
- 1999年 ジョン・バーコール
- 2000年 ドナルド・リンデンベル
- 2001年 ウォーレス・サージェント
- 2002年 George Wallerstein
- 2003年 ジョージ・ウェザリル
- 2004年 マーティン・リース
- 2005年 ジェームズ・E・ガン
- 2006年 ボフダン・パチンスキ
- 2007年 David L. Lambert
- 2008年 ラシード・スニャーエフ
- 2009年 George W. Preston
- 2010年 マーガレット・ゲラー
- 2011年 サンドラ・フェイバー
- 2012年 William David Arnett
- 2013年 Ken Freeman
- 2014年 ジョージ・B・フィールド
- 2015年 Giovanni G. Fazio
- 2016年 Christopher F. McKee
- 2017年 Eric Becklin
- 2018年 Joseph Silk
- 2019年 Ann M. Boesgaard
- 2020年 Scott Tremaine
- 2021年 Nick Scoville
- 2022年 Richard Mushotzky
- 2023年 フランク・シュー
- 2024年 Neta Bahcall
- 2025年 Marcia J. Rieke